# Sławomir Stankowski
Sławomir Krzysztof Stankowski (ur. 22 maja 1952 w Szczecinie) – polski profesor nauk rolniczych w zakresie agronomii, doświadczalnictwa, uprawy i nasiennictwa zbóż, nauczyciel akademicki
Sławomir Stankowski studiował rolnictwo na Wydziale Rolniczym Akademii Rolniczej w Szczecinie, otrzymując dyplom magistra inżyniera w 1976. Bezpośrednio po studiach podjął pracę w macierzystej Uczelni, przechodząc przez wszystkie szczeble kariery akademickiej, począwszy od stanowiska asystenta w Katedrze Biometrii i Doświadczalnictwa. W 1984 został doktorem nauk rolniczych w zakresie agronomii, a rok później zatrudniono go na stanowisku adiunkta. W 1994 otrzymał stopień naukowy doktora habilitowanego nauk rolniczych na podstawie monografii Reakcja pszenżyta jarego na termin siewu, ilość wysiewu, rozstawę rzędów i głębokość siewu w uprawie na glebie lekkiej. Tytuł profesora nauk rolniczych otrzymał w 2002. W 2006 został zatrudniony na stanowisku profesora nadzwyczajnego. W latach 2009–2022 pracował jako profesor zwyczajny w Zachodniopomorskim Uniwersytecie Technologicznym w Szczecinie. Był kierownikiem Katedry Biometrii i Doświadczalnictwa (2000–2004), kierownikiem Katedry Uprawy Roli, Roślin i Doświadczalnictwa  (2004–2009), kierownikiem Katedry Agronomii (2009-2019) oraz kierownikiem Katedry Agroinżynierii (2020-2022).
Profesor Sławomir Stankowski pełnił liczne funkcje organizacyjne. Był przedstawicielem asystentów i adiunktów w Senacie (1990–1996), członkiem Senackiej Komisji ds. Badań Naukowych i Współpracy z Zagranicą (1990–1993 i 2002–2005), członkiem Uczelnianej Komisji Nauki (2002-2008), Uczelnianym Koordynatorem Programu „Sokrates Erasmus” (1998–1999), a także członkiem Komitetu Uprawy Roślin PAN (2011-2022). W latach 1999–2002 pełnił funkcję prorektora ds. rozwoju i współpracy z gospodarką. 
Profesor Sławomir Stankowski brał udział jako kierownik lub wykonawca w 13 grantach krajowych oraz 19 projektach zleconych z gospodarki. Był współorganizatorem 32 ogólnopolskich i międzynarodowych konferencji naukowych jako przewodniczący, członek komitetu organizacyjnego lub naukowego. Wypromował 5 doktorów, był recenzentem w 23 przewodach doktorskich, w 12 przewodach habilitacyjnych oraz w 6 postępowaniach na tytuł profesora. 
Profesor Sławomir Stankowski jest autorem 150 publikacji z zakresu badań nad agrotechniką zbóż, oceną wpływu zróżnicowanych warunków siedliskowych i czynników agrotechnicznych na jakość ziarna i wartość siewną nasion, a także wykorzystania  produktów  odpadowych  z  energetyki w rolnictwie i do rekultywacji terenów zdegradowanych.  

## Wybrane publikacje[10]
- Kształtowanie się cech jakościowych ziarna i mąki pszenicy ozimej w zależności od dawki i terminu nawożenia azotem. „Acta Sci. Pol.  Agricultura” 2006, 5(1), 53-61 (wsp. Agnieszka Rutkowska)[11]
- Metal content in soil fertilized with brown coal fly ash.„ Agron. Res.” 2006, 4(2), s. 509–516 (wsp. Marzena Gibczyńska, Edward Meller, Czesław Wołoszyk)[12]
- Effect of nitrogen fertilization intensity on grain and flour quality of winter wheat cultivars.
- Właściwości biochemiczne osadów z hydrofitowej oczyszczalni ścieków. „Zesz. Probl. Post. Nauk Roln.” 2008, 533, s. 73-79 (wsp. Elżbieta Jolanta Bielińska, Stanisław Baran, Barbara Futa)
- The evaluation of grain and flour quality of spring durum wheat (Triticum durum Desf.). „Polish J. Agron.” 2010, 2, s. 78-82 (wsp. Grzegorz Szumiło, Leszek Rachoń)[13]
- Porównanie wybranych wskaźników wartości technologicznej pszenicy zwyczajnej (Triticum aestivum ssp. vulgare), twardej (Triticum durum) i orkiszowej (Triticum aestivum ssp. spelta). „Fragm. Agron.” 2011, 28(4), s. 52–59 (wsp. Leszek Rachoń, Grzegorz Szumiło)
- Effects of limestone, ash from biomass and compost use on chemical properties of soil. „Soil Sci. Ann.” 2014, 65(2), s. 59-64 (wsp. Marzena Gibczyńska, Grzegorz Hury, Krzysztof Kuglarz)
- Influence of coal ash from fluidized-bed combustion and EM-1 preparation on the content of Fe and Mn in spring wheat and barley. „J. Elementol.” 2014, 19(4), s. 977-988 (wsp. Marzena Gibczyńska, Małgorzata Gałczyńska, Marcin Romanowski)[14]
- The influence of selected agronomic factors on the chemical composition of spelt wheat (Triticum aestivum ssp. spelta L.) grain. „J. Integrat. Agric.” 2016, 15(8), s. 1763–1769 (wsp. Wioletta Biel, Anna Jaroszewska, Stanislaw Pużyński, Paulina Bośko)[15]
- The assessment of physicochemical properties and macronutrient content of reclaimed soil material and hard coal ash 15 years after the experiment setup. „Polish J. Agron.” 2022, 48, s. 21-27 (wsp. Tomasz Tomaszewicz, Justyna Chudecka, Ulana Bashutska, Marzena Gibczyńska)[16]

## Odznaczenia
- Medal STN Amicus Scientiae et Veritatis (1987)[17]
- Złoty Krzyż Zasługi (2002)[17]
- Medal za Długoletnią Służbę (2012)[17]
- Medal Primo Loco (2024)[18]